# Aljaksej Bojka
Aljaksej „Alex“ Bojka (belarussisch Аляксей Бойка; englische Transkription Aliaksei „Alex“ Boika; * 1987 oder 1988 in Minsk) ist ein professioneller belarussischer Pokerspieler. Er gewann 2016 das Main Event der European Poker Tour.

## Pokerkarriere
Bojka spielt auf der Onlinepoker-Plattform PokerStars unter dem Nickname ale6ka, den er auch bei Full Tilt Poker nutzte. Darüber hinaus war er als AAleshkAA bei partypoker und als 2Good2Fold22 bei iPoker aktiv und ist bei GGPoker als BladeRunner1 zu finden. Anfang des Jahres 2015 lagen seine Turniergewinne auf den Plattformen bei mehr als 2 Millionen US-Dollar.
Seine erste Geldplatzierung bei einem Live-Turnier erzielte Bojka Ende November 2010 auf Malta. Seinen ersten großen Gewinn sicherte er sich Ende August 2015 bei der European Poker Tour (EPT) in Barcelona. Dort belegte er beim High Roller den fünften Platz und erhielt rund 265.000 Euro. Im Oktober 2016 gewann er das Main Event der EPT auf Malta. Dafür setzte er sich gegen 467 andere Spieler durch und sicherte sich eine Siegprämie in Höhe von mehr als 350.000 Euro. Im Dezember 2016 erreichte der Belarusse bei einem Event der Eureka Poker Tour in Prag den Finaltisch und beendete das Turnier auf dem mit knapp 220.000 Euro dotierten vierten Platz. Anfang Juli 2017 war er erstmals bei der World Series of Poker (WSOP) im Rio All-Suite Hotel and Casino am Las Vegas Strip erfolgreich und erreichte bei drei Turnieren der Variante No Limit Hold’em die Geldränge. Mitte 2018 saß Bojka an seinem ersten WSOP-Finaltisch und wurde bei einem Turbo-Turnier Vierter für mehr als 140.000 US-Dollar Preisgeld. Seitdem blieben größere Live-Turniererfolge aus.
Insgesamt hat sich Bojka mit Poker bei Live-Turnieren mehr als 2 Millionen US-Dollar erspielt.